# 慈明寺順国
慈明寺 順国（じみょうじ じゅんこく/としくに）は、戦国時代の武将。筒井順慶の叔父で、筒井定次の実父。

## 略歴
筒井順興の子として生まれ、慈明寺氏の養子になったという（『和州諸将軍伝』）。大和国慈明寺城（奈良県橿原市）の城主で、兄・筒井順昭の死後、他の一族らとともに甥の順慶を支えたとされる。
順国は順昭の娘（順慶の姉）を妻に迎え、二男として定次を儲けたとされ、定次は元亀3年（1572年）1月11日に順慶の養子になったといわれる（『断家譜』『寛政重修諸家譜』）。天正12年（1584年）に順慶が死去すると定次がその跡を継いだ。
天正13年（1585年）に定次が伊賀転封を命じられた際、順国は大和に残り、羽柴秀長に仕えたという。その後の消息は不明。